# Wiley (музикант)
Річард Кайлі Коуі-молодший (народився 19 січня 1979 року), більш відомий під сценічним прізвищем Wiley (раніше Wiley Kat), — британський грайм-МС, репер, автор пісень, діджей і продюсер із Боу, Лондон. Його вважають ключовою фігурою у створенні грайму і часто називають «хрещеним батьком грайму». На початку 2000-х він самостійно випустив серію дуже впливових композицій, наприклад, «Eskimo». Wiley отримав визнання грайм-МС як за сольну роботу, так і за матеріал, опублікований разом із його командою Roll Deep.
Wiley вперше досяг успіху як член британської гаражної команди Pay As U Go, з якою у 2001 році потрапив до 40 найкращих хітів "Champagne Dance". Продовжував створювати грайм-музику, а також випускав мейнстримові сингли, такі як "Wearing My Rolex", "Never Be Your Woman" і сингл номер один у Великобританії "Heatwave". Одинадцятий альбом Wiley, Godfather (2017), посів дев’яту позицію в UK Albums Chart, ставши альбомом з найвищим рейтингом у його кар’єрі, а також отримав нагороду NME «Видатний внесок у музику».
Вважаючись піонером британської андеграундної музичної сцени за плідну роботу та універсальним музичним виконавцем з багатьма кросовер-хітами, був нагороджений Орденом Британської імперії (MBE) у 2018 році за заслуги перед музикою. 
Wiley кілька разів отримував ножові поранення. У 2008 році від ножового поранення залишився видимий шрам на лівій стороні обличчя. 24 липня 2020 року Wiley опублікував у соціальних мережах серію дописів і відео, які широко засудили як антисемітські.

## Ранні роки
Коуі народився 19 січня 1979 року в Боу, Східний Лондон. Має тринідадське та антигуанське походження. Батько Коуі, Річард Коуі-старший, був виконавцем регі в 1980-х роках і познайомив сина з раннім хіп-хопом, таким як The Sugarhill Gang. Також батько познайомив його з барабанами. Коуі багато переїжджав Лондоном в дитинстві зі своїм батьком, перш ніж у 10 переїхав в Чатем, Кент до своєї бабусі. Коуі провів рік у Чатемі та описав це як поганий час, сказавши: «Я просто хотів поїхати жити зі своїм татом. Я відчував себе покинутим».
Коли Коуі був підлітком на початку 1990-х, він почав продавати крек-кокаїн і героїн. До торгівлі наркотиками його долучив друг діджей, який на той час заробляв багато грошей. Коуі припинив торгівлю наркотиками, коли місцевий наркодилер, який був набагато старший за нього, почав погрожувати йому та його другові. Коуі почав займатися музикою після того, як перестав торгувати наркотиками — це був альтернативний спосіб заробити гроші. Коуі починав як діджей, а зрештою почав читати реп, включивши гаражну музику та драм-н-бейс у свої інструментальні композиції, що призвело до створення перших грайм-бітів, таких як «Eskimo», спершу випущених на Різдво 1999 або 2000 року та офіційно випущених у 2002. Він транслював свої постановки на піратських радіостанціях, таких як Rinse FM. Спочатку Wiley використовував ім'я DJ Wildchild, поки жінка з Kool FM не почала використовувати ім'я Wildchild сама і не перевершила Wiley за популярністю. В результаті він змінив своє ім'я на Wiley Cat, посилання на персонажа Громових котів, а пізніше просто Wiley.
Хоча Коуі перестав продавати наркотики, він все ще був пов’язаний зі злочинними угрупованнями та людьми, які брали участь у злочинній діяльності. Це призвело до того, що Wiley потрапив у багато небезпечних для життя ситуацій. Під час одного конфлікту він отримав сім ножових поранень. Іншого разу після нападу Коуі ледь не помер у лікарні в Хаммерсміті. За своє життя він був поранений більше ніж двадцять разів і перебував у багатьох інших ситуаціях, що загрожують життю, включаючи переслідування людини з самурайським мечем і постріли з рушниць.

## Музична кар’єра

### 1996–2003: Початок
Будучи підлітком, Wiley виступав на піратських радіостанціях, таких як Rinse FM і драм-н-бейс-станціях. У 2000 році він пішов із SS Crew, щоб приєднатися до команди The Ladies Hit Squad зі своїми друзями з коледжу DJ Target та MC Maxwell D. Вони досягли певного успіху на гаражній сцені Великобританії та незабаром вирішили об’єднатися з командою суперника Pay As U Go, щоб стати «суперкомандою», що включає членів Ladies Hit Squad, а також DJ Slimzee, DJ Geeneus і MCs Major Ace і Plague A. 
У 2002 році колектив увійшов у топ-20 з «Champagne Dance». Wiley отримав широке визнання у 2000 році за британський альбом Nicole's Groove, який він спродюсував під сценічним ім'ям Phaze One.
Після розпаду Pay As U Go Wiley сформував Roll Deep, до якого входили Діззі Раскал і Тінчі Страйдер. Вони відійшли від традиційного британського гаражного звуку і врешті-решт виявили, що створюють музику, яку назвали б грайм.
З 2001 року Wiley почав продюсувати інструментальні сингли на своєму лейблі Wiley Kat Recordings, зокрема «Eskimo», «Avalanche», «Ice Rink» і «Snowman». Це призвело до угоди щодо сольного запису з XL Recordings.

### 2004–2007: Treddin' on Thin Ice, Da 2nd Phaze і Playtime Is Over
У 2004 році Wiley випустив дебютний альбом Treddin' on Thin Ice на XL.
У багатьох рецензіях, у тому числі від Pitchfork, проводилися порівняння між Wiley та його попереднім товаришем по лейблу Діззі Раскал, який досяг успіху з Boy in Da Corner у попередньому році. Алексіс Петрідіс з The Guardian зазначив, що Wiley накопичив «комічно поляризовану» фан-базу.
Протягом цього періоду Wiley час від часу називав свою музику "eski", скорочення від "eskibeat" - назву, яку він спочатку дав грайму. Також Wiley випустив мікстейпи під назвою «Eskiboy». Він пояснив вибір назви для своєї музики та продовження теми в назвах своїх пісень і альбомів, таких як Treddin' on Thin Ice, частково тому, що йому подобається зима, але в основному це означає холод духом. 
Багато ранніх вінілових релізів Wiley, таких як «Eskimo», були випущені під псевдонімом «Wiley Kat». 
У 2006 році Wiley випустив другий альбом Da 2nd Phaze через Boy Better Know. Альбом складається з 20 треків, які були зібрані ним за останні три роки.
За цим послідував третій альбом Wiley Playtime is Over, випущений у 2007 році на Big Dada Records, альбом, який наслідував його ескібітні коріння. Альбом випущений в той же день, що й третій альбом Діззі Раскал, Maths + English, і містить трек «Letter 2 Dizzee».

### 2008–2009: Grime Wave, See Clear Now і Race Against Time
У травні 2008 року Wiley досяг успіху в хіт-параді з хітом «Wearing My Rolex». Цей трек має повільніший ритм у стилі хауз і на ньому відсутній суббас, що викликало певне занепокоєння в грайм-сцені, оскільки Wiley раніше поклявся, що ніколи не змінить звук, щоб пробитися в мейнстрім. У тому ж місяці Wiley випустив четвертий альбом Grime Wave. Після цього у жовтні 2008 року вийшов його п'ятий студійний альбом See Clear Now, до якого увійшли популярні хіти "Wearing My Rolex", "Cash in My Pocket" і "Summertime". See Clear Now був кроком у напрямку мейнстріма. 
Попри його успіх, Wiley відмовився від альбому, оскільки був «дуже злий» на лейбл Asylum. Згодом Wiley залишив лейбл.
Тепер на власному лейблі Wiley випустив шостий студійний альбом Race Against Time. Він був випущений через вісім місяців після попереднього альбому в червні 2009 року на Eskibeat Recordings, де він мав набагато більше творчого контролю. Альбом включає хіт 2009 року "Too Many Man" за участю Boy Better Know.

### 2010–2011: Zip Files, iTunes Offload і 100% Publishing
У 2010 році Wiley випустив 11 zip-файлів для безкоштовного завантаження через свою сторінку в Twitter, які містять понад 200 треків старої та невипущеної музики, включаючи треки з майбутнього альбому The Elusive.
Wiley був представлений у пісні Марка Ронсона «Record Collection», також за участю Саймона Ле Бона з однойменного альбому, випущеного вперше в Ірландії 24 вересня 2010 року. Пісня була включена в саундтрек до FIFA 11.
4 березня 2011 року Wiley випустив Offload Volume 01 на iTunes. Він не отримав фізичного випуску, також він містить деякі треки, які вже були випущені безкоштовно в zip-файлах. Альбом містив багато пісень, у яких була команда Wiley A-List, а також трек "Yo Riley". 6 березня 2011 року Wiley випустив пісню під назвою «Bright Lights», в якій виступають Гіггз і Джулз Сантана. 9 березня 2011 року Wiley випустив інструментальний альбом під назвою Run the Riddim Selecta. Offload Volume 01, "Bright Lights" і Run the Riddim Selecta були випущені на Launchpad Records. Сьомий студійний альбом 100% Publishing вийшов 20 червня 2011 року на лейблі Big Dada і потрапив у чарт альбомів Великобританії під номером 76.
8 липня 2011 року Wiley випустив незалежний EP для цифрового скачування під назвою Chill Out Zone. Сингли з EP "Seduction" і "If I Could" випущені в травні 2011 року.
25 липня 2011 року випустив "Link Up" на iTunes, який є першим синглом з його восьмого студійного альбому Evolve or Be Extinct, який вийшов 19 січня 2012 року. 

### 2012–2013: Evolve or Be Extinct і The Ascent
У січні 2012 року він випустив восьмий студійний альбом Evolve or Be Extinct на свій 33-й день народження.
Wiley почав створювати грайм-фристайли замість грайм-бітів і випускати їх безкоштовно через Твіттер. Після "Step 10" всі фристайлі були зібрані та випущені у вигляді мікстейпу під назвою It's All Fun and Games Till, Vol.1. 
Цей безперервний випуск музики привернув увагу великого лейблу Warner Music Group.
У червні 2012 року Wiley випустив для британського радіо літній сингл «Heatwave» за участю Ms D і спродюсований Rymez, а музичне відео було опубліковано наприкінці червня на YouTube. 5 серпня 2012 року "Heatwave" зайняла перше місце в чарті UK Singles Chart.
Його наступний сингл "Can You Hear Me (Ayayaya)" за участю Skepta, JME та Ms D випущений у жовтні 2012 року. 
27 вересня було підтверджено назву наступного альбому The Ascent. Трек-лист альбому був оприлюднений 11 жовтня в Instagram, також Wiley оголосив, що більше не має наміру виступати в університетах та студентських спілках, посилаючись на професійні занепокоєння. Попри це, 25 січня 2013 року Wiley відіграв клубний вечір у Спілці студентів Університету Саутгемптона, в рамках туру Ministry of Sound Raveout. Після цього Wiley звернувся до Twitter, щоб висловити своє розчарування цією подією.
4 квітня 2013 року Wiley заявив, що залишає лейбл Warner через суперечку про The Ascent. 
11 жовтня 2013 року понад 2000 шанувальників Wiley підписали петицію, яку було представлено меру Тауер-Хамлетс Лутфуру Рахману, з проханням встановити пам'ятник артисту в Боу.
19 жовтня 2013 року Wiley отримав нагороду «Кращий чоловік» на 18-й річниці MOBO Awards.

### 2014–2015: Snakes & Ladders
Wiley почав записувати десятий студійний альбом Snakes & Ladders у 2013 році. Перший сингл з альбому, "Flyin", випущений у серпні 2013 року, а наприкінці того ж року він опублікував список треків для альбому. Однак пізніше Wiley підтвердив намір у лютому 2014 року відмовитися від запису і почати знову, оскільки був незадоволений ним. Пізніше Wiley був представлений на Ay Yeah So What, а у 2015 році випустив неальбомний сингл «Chasing the Art».

### 2016–дотепер: Godfather і Boasty Gang
У березні 2016 року Wiley оголосив, що випустить одинадцятий студійний альбом Godfather, і що альбом включатиме 16 пісень, 3 з яких мають бути випущені як сингли. Альбом вийшов 13 січня 2017 року. Альбом зайняв 9-е місце в UK Albums Chart.
16 лютого 2017 року Wiley отримав нагороду NME «Видатний внесок у музику» за Godfather.
Наприкінці 2017 року Wiley анонсував наступний альбом Godfather II. Перший сингл «I Call the Shots» за участю Jme був випущений 3 листопада 2017 року. Альбом вийшов 27 квітня 2018 року.
У січні 2019 року Wiley випустив "Boasty" за участю Ідріса Ельби, Стеффлона Дона та Шона Пола. 
Wiley оголосив, що Godfather III вийде 2 листопада. Після затримок альбом нарешті з’явився на стрімінгових сервісах 5 червня 2020 року.
22 червня 2020 року Wiley випустив 14-й студійний альбом Boasty Gang – The Album. На альбомі представлена сольна версія його хіта "Boasty".

## A-List
У лютому 2010 року Wiley сформував британську супергрупу/колектив під назвою A-List. Ця група складається з R&B співаків  Shola and Sadie Ama;; грайм-артистів Wiley, J2K & Brazen all from Roll Deep; Mz. Bratt, Wrigley, Margs, Young Kye and Kivanc. Їхній продюсер — Bless Beats, а діджей — JJ.
23 березня 2010 року A-List випустили перше музичне відео під назвою «Midnight Lover», за участю Captin. Попри це, сингл так і не був випущений. Останні 20 секунд відео – це пісня A-List "Make My Own Money".

## Визнання
Noisey назвав Wiley «Британським Насом», але часто його також називають «Хрещеним батьком грайму» та «Королем грайму». Інші грайм-митці відзначають, що Wiley має великий вплив на їхню кар'єру. Він є плідним виконавцем, який продюсував кілька альбомів і мікстейпів для багатьох лейблів. 
Wiley став кавалером ордена Британської імперії (MBE) у новорічних нагородах 2018 року за заслуги перед музикою.

## Особисте життя та скандали
У Коуі дві дочки. Його молодший зведений брат Каделл також грайм-артист. Він підтримує англійську футбольну команду Тоттенхем Готспур. 
Автобіографія Wiley, Eskiboy, була опублікована в листопаді 2017 року.
Після суперечки навколо антисемітських звинувачень Ніка Кеннона 14 липня 2020 року Wiley опублікував серію дописів і відео в соціальних мережах 24 липня 2020 року, загалом засуджених як антисемітські. 
Після цього його менеджмент припинив представляти його інтереси, і Wiley отримав тимчасовий бан у Twitter. За цими постами розпочато поліцейське розслідування. Наступного дня менеджер Wiley Джон Вулф оголосив, що Wiley був виключений з A-List Management.
Кампанія проти антисемітизму (CAA) опублікувала заяву, в якій сказано: «Ми вважаємо, що Wiley вчинив злочин, пов’язаний із розпалюванням расової ворожнечі, що може призвести до значного тюремного ув’язнення». CAA закликала видалити його облікові записи у соціальних мережах та написала до Комітету з конфіскації відзнак при Кабінеті міністрів з проханням відкликати MBE.
29 липня 2020 року Wiley вибачився за узагальнення щодо євреїв і сказав, що він не расист.
Wiley було забанено аккаунти соцмереж, зокрема, Facebook, Instagram, Twitter, Tik-Tok, YouTube.
2 грудня 2021 року Wiley було знову заборонений вихід в Twitter та Instagram за використання нового облікового запису для поширення антисемітського вмісту.
6 вересня 2021 року Wiley був заарештований і згодом звинувачений у нападі та крадіжці зі зломом. Вважається, що він завдав чоловікові легких тілесних ушкоджень у квартирі в Форест-Гейт 28 серпня. Wiley мав з'явитися в магістратському суді Темзи 27 вересня. Він не з’явився до суду, і згодом окружний суддя видав ордер на арешт.

## Дискографія

### Студійні альбоми
- Treddin' on Thin Ice (2004)
- Da 2nd Phaze (2006)
- Playtime Is Over (2007)
- Grime Wave (2008)
- See Clear Now (2008)
- Race Against Time (2009)
- 100% Publishing (2011)
- Evolve or Be Extinct (2012)
- The Ascent (2013)
- Snakes & Ladders (2014)
- Godfather (2017)
- Godfather II (2018)
- The Godfather III (2020)
- Boasty Gang – The Album (2020)
- Anti-Systemic (2021)